# Vega del Punto
Vega del Punto es un caserío peruano ubicado en el distrito de Pacaipampa, perteneciente a la provincia de Ayabaca del departamento de Piura, al norte del Perú. 

## Ubicación
Vega del Punto se ubica al centro de la provincia de Ayabaca, en el distrito de Pacaipampa, en el departamento de Piura.

## Demografía
En 2017 Vega del Punto tenía una población de 214 habitantes.
| Gráfica de evolución demográfica de Vega del Punto entre 1993 y 2017 |
|                                                                      |
| Fuentes: Población 1993 y 2017                                       |